# Literaturpreis der Stahlstiftung Eisenhüttenstadt
Der Literaturpreis der Stahlstiftung Eisenhüttenstadt ist ein deutscher Literaturpreis, der seit 2005 verliehen wird. Der mit 10.000 Euro dotierte Preis wird von der 2004 gegründeten Stahlstiftung Eisenhüttenstadt verliehen, die Projekte aus Kunst und Kultur, Wissenschaft und Bildung in der Region fördert.

## Zielsetzung
Besonderes Kriterium für die Auswahl der Preisträger ist ein literarisches Gesamtwerk, das Toleranz und Humanität befördert.

## Strukturen
Die „Stahlstiftung Eisenhüttenstadt“ wurde 2004 durch die EKO Stahl GmbH, heute ArcelorMittal Eisenhüttenstadt gestiftet.

## Preisträger
- 2005: Wladimir Kaminer[3]
- 2006: Walter Kempowski
- 2008: Kerstin Hensel
- 2010: Jenny Erpenbeck und Clemens Meyer
- 2011: Kathrin Schmidt und Thomas von Steinaecker
- 2012: Nadja Küchenmeister und Günter de Bruyn
- 2013: Birk Meinhard
- 2014: Richard Schröder
- 2016: Thea Dorn
- 2017: Juli Zeh
- 2018: Rosemarie Tietze[4]
- 2019: Jakob Hein[5]
- 2022: Kat Menschik und Volker Kutscher[6]
- 2023: Jochen Schmidt
- 2024: Steffen Kopetzky